# 54-й бомбардировочный авиационный полк
54-й бомбардировочный авиационный Клинский Краснознамённый ордена Кутузова полк, он же 54-й скоростной бомбардировочный авиационный полк, 54-й пикирующий бомбардировочный авиационный полк, 54-й ближнебомбардировочный авиационный полк — воинская часть Вооружённых Сил СССР в Великой Отечественной войне.

## История
Принимал участие в Зимней войне.
В составе действующей армии во время ВОВ со 22 июня 1941 по 20 июля 1941, с 27 ноября 1941 по 20 мая 1942, с 4 февраля 1943 по 8 сентября 1944 и с 25 ноября 1944 по 9 мая 1945 года.
На 22 июня 1941 года базируется на аэродромах Вильнюс, Порубанок, Кивишки, Крыжаки, имея в составе 68 самолётов СБ и Ар-2 (в том числе 12 неисправных), а также 7 Пе-2, ещё не освоенных экипажами. Перелетел на полевой аэродром Порубанок севернее Вильнюса. Около 30 самолётов полка были уничтожены на аэродроме в первый же налёт немецкой авиации. По некоторым сведениям, часть самолётов была захвачена немецкими войсками на аэродроме в Вильнюсе
Из донесения от 28 июня 1941 года

Командир 54-го СБАП майор Скиба боевыми вылетами руководит плохо, на аэродромах не бывает, приказания отдаёт из блиндажа, без всяких данных: « Идите бомбить — цель найдёте сами».
На замечание, что без данных о противнике можно разбомбить и своих, Скиба отвечал: «Я ничего не знаю». В первой день войны отдал приказание поднять 3-ю эскадрилью и ждать дальнейших распоряжении в воздухе. Эскадрилья, вооружённая самолётами Ар-2" и четырьмя самолётами «СБ», ожидала распоряжения в воздухе 1,5 часа, в результате чего боевое задание выполнить не могла, так как она всего может находиться в полёте 3—4 часа. Самолёты «Ар-2» вынуждены были сесть на свой аэродром с бомбами, а звено «СБ», вылетевшее на боевое задание, после 1,5 часов пребывания в воздухе полностью погибло…
Оставшиеся перелетели восточнее, в Даугавпилс, Идрицу. Действует в Прибалтике и уже к 14 июля 1941 года остался почти без самолётов, 20 июля 1941 года отведён на переформирование. Получил самолёты Пе-2, а в конце сентября и Пе-3, которые использовались в основном для штурмовки наземных войск.
Вновь приступил к боевым вылетам в конце ноября 1941 года на Западном фронте, наносит удары в районах Клина, Солнечногорска, Истры, Волоколамска, Яхромы. По боевым донесениям, в этот период полк уничтожил 33 танка, до 780 автомашин, 35 вагонов, 2 склада с боеприпасами. В воздушных боях было сбито 6 самолётов противника. В 1942 году переброшен несколько южнее, действует с аэродрома Жашково под Калугой, 18 января 1942 года четвёркой Пе-3 атакует аэродром Вельская. 27 января и 1-2 февраля 1942 года попал под несколько целенаправленных бомбовых ударов по аэродрому, потерял 7 Пе-3, оставшиеся машины передал в 511-й бомбардировочный авиационный полк. Личный состав отправлен в резерв фронта, где находился до 20 мая 1942 года, когда выведен на переформирование в 9-й запасной авиационный полк.
Получает самолёты в Казани и с 4 февраля 1943 года действует на Орловском направлении, летом 1943 года принимает участие в Курской битве, осенью 1943 года поддерживает наступающие советские войска в Орловской и Брянской областях, юго-восточной Белоруссии (Гомельско-Речицкая операция)
Во время Калинковичско-Мозырской операции (8 января — 30 января 1944 года) действует с аэродрома Песочная Буда Гомельского района. С 6 по 14 января 1944 года наносит удары по железнодорожному узлу Калинковичи. С 21 февраля 1944 года — по 22 февраля 1944 г. по железнодорожному мосту через Днепр южнее Рогачёва.
Летом 1944 года принимает участие в Белорусской наступательной операции. С 8 сентября 1944 по 25 ноября 1944 находится в резерве, укомплектовывается.
С января 1945 года принимает участие в Висло-Одерской операции, так, 17 января 1945 года девяткой Пе-2 разрушил шоссейный мост через реку Равка у Рава-Мазовецка, бомбит станцию Лодзь-Восточная. Вышел на подступы к Берлину
Участвует в Берлинской операции, так, 16 апреля 1945 года наносит удар по крупному узлу вражеской обороны Мюнхенбергу.

## Подчинение
| Дата            | Фронт (округ)            | Армия                | Корпус                                       | Дивизия                                    | Примечания                       |   |
| --------------- | ------------------------ | -------------------- | -------------------------------------------- | ------------------------------------------ | -------------------------------- | - |
| 22.06.1941 года | Северо-Западный фронт    | -                    | -                                            | 57-я смешанная авиационная дивизия         | -                                |   |
| 01.07.1941 года | Северо-Западный фронт    | -                    | -                                            | 8-я смешанная авиационная дивизия          | -                                |   |
| 10.07.1941 года | Северо-Западный фронт    | -                    | -                                            | 8-я смешанная авиационная дивизия          | -                                |   |
| 01.08.1941 года | -                        | -                    | -                                            | -                                          | на переформировании              |   |
| 01.09.1941 года | -                        | -                    | -                                            | -                                          | на переформировании              |   |
| 01.10.1941 года | -                        | -                    | -                                            | -                                          | на переформировании              |   |
| 01.11.1941 года | -                        | -                    | -                                            | -                                          | на переформировании              |   |
| 01.12.1941 года | Резерв Ставки ВГК        | -                    | -                                            | -                                          | -                                |   |
| 01.01.1942 года | Западный фронт           | -                    | Авиационная группа генерал-майора Николаенко | 60-я смешанная авиационная дивизия         | -                                |   |
| 01.02.1942 года | Западный фронт           | -                    | -                                            | -                                          | -                                |   |
| 01.03.1942 года | Западный фронт           | 50-я армия           | -                                            | -                                          | -                                |   |
| 01.04.1942 года | Западный фронт           | -                    | -                                            | -                                          | на формировании и комплектовании |   |
| 01.05.1942 года | Западный фронт           | -                    | -                                            | -                                          | на комплектовании                |   |
| 01.06.1942 года | Московский военный округ | -                    | -                                            | -                                          | -                                |   |
| 01.07.1942 года | Московский военный округ | -                    | -                                            | -                                          | -                                |   |
| 01.08.1942 года | Московский военный округ | -                    | -                                            | -                                          | -                                |   |
| 01.09.1942 года | Московский военный округ | -                    | -                                            | -                                          | -                                |   |
| 01.10.1942 года | -                        | -                    | -                                            | -                                          | нет данных, на переформировании  |   |
| 01.11.1942 года | -                        | -                    | -                                            | -                                          | нет данных, на переформировании  |   |
| 01.12.1942 года | -                        | -                    | -                                            | -                                          | нет данных, на переформировании  | - |
| 01.01.1943 года | Московский военный округ | -                    | -                                            | -                                          | -                                |   |
| 01.02.1943 года | Брянский фронт           | 15-я воздушная армия | 3-й бомбардировочный авиационный корпус      | 301-я бомбардировочная авиационная дивизия | -                                |   |
| 01.03.1943 года | Брянский фронт           | 15-я воздушная армия | 3-й бомбардировочный авиационный корпус      | 301-я бомбардировочная авиационная дивизия | -                                |   |
| 01.04.1943 года | Центральный фронт        | 16-я воздушная армия | 3-й бомбардировочный авиационный корпус      | 301-я бомбардировочная авиационная дивизия | -                                |   |
| 01.05.1943 года | Центральный фронт        | 16-я воздушная армия | 3-й бомбардировочный авиационный корпус      | 301-я бомбардировочная авиационная дивизия | -                                |   |
| 01.06.1943 года | Центральный фронт        | 16-я воздушная армия | 3-й бомбардировочный авиационный корпус      | 301-я бомбардировочная авиационная дивизия | --                               |   |
| 01.07.1943 года | Центральный фронт        | 16-я воздушная армия | 3-й бомбардировочный авиационный корпус      | 301-я бомбардировочная авиационная дивизия | -                                |   |
| 01.08.1943 года | Центральный фронт        | 16-я воздушная армия | 3-й бомбардировочный авиационный корпус      | 301-я бомбардировочная авиационная дивизия | -                                |   |
| 01.09.1943 года | Центральный фронт        | 16-я воздушная армия | 3-й бомбардировочный авиационный корпус      | 301-я бомбардировочная авиационная дивизия | -                                |   |
| 01.10.1943 года | Центральный фронт        | 16-я воздушная армия | 3-й бомбардировочный авиационный корпус      | 301-я бомбардировочная авиационная дивизия | -                                |   |
| 01.11.1943 года | Белорусский фронт        | 16-я воздушная армия | 3-й бомбардировочный авиационный корпус      | 301-я бомбардировочная авиационная дивизия | -                                |   |
| 01.12.1943 года | Белорусский фронт        | 16-я воздушная армия | 3-й бомбардировочный авиационный корпус      | 301-я бомбардировочная авиационная дивизия | -                                |   |
| 01.01.1944 года | Белорусский фронт        | 16-я воздушная армия | 3-й бомбардировочный авиационный корпус      | 301-я бомбардировочная авиационная дивизия | -                                |   |
| 01.02.1944 года | Белорусский фронт        | 16-я воздушная армия | 3-й бомбардировочный авиационный корпус      | 301-я бомбардировочная авиационная дивизия | -                                |   |
| 01.03.1944 года | 1-й Белорусский фронт    | 16-я воздушная армия | 3-й бомбардировочный авиационный корпус      | 301-я бомбардировочная авиационная дивизия | -                                |   |
| 01.04.1944 года | 1-й Белорусский фронт    | 16-я воздушная армия | 3-й бомбардировочный авиационный корпус      | 301-я бомбардировочная авиационная дивизия | -                                |   |
| 01.05.1944 года | 1-й Белорусский фронт    | 16-я воздушная армия | 3-й бомбардировочный авиационный корпус      | 301-я бомбардировочная авиационная дивизия | -                                |   |
| 01.06.1944 года | 1-й Белорусский фронт    | 16-я воздушная армия | 3-й бомбардировочный авиационный корпус      | 301-я бомбардировочная авиационная дивизия | -                                |   |
| 01.07.1944 года | 1-й Белорусский фронт    | 16-я воздушная армия | 3-й бомбардировочный авиационный корпус      | 301-я бомбардировочная авиационная дивизия | -                                |   |
| 01.08.1944 года | 1-й Белорусский фронт    | 16-я воздушная армия | 3-й бомбардировочный авиационный корпус      | 301-я бомбардировочная авиационная дивизия | -                                |   |
| 01.09.1944 года | 1-й Белорусский фронт    | 16-я воздушная армия | 3-й бомбардировочный авиационный корпус      | 301-я бомбардировочная авиационная дивизия | -                                |   |
| 01.10.1944 года | Резерв Ставки ВГК        | -                    | 3-й бомбардировочный авиационный корпус      | 301-я бомбардировочная авиационная дивизия | -                                |   |
| 01.11.1944 года | Резерв Ставки ВГК        | -                    | 3-й бомбардировочный авиационный корпус      | 301-я бомбардировочная авиационная дивизия | -                                |   |
| 01.12.1944 года | 1-й Белорусский фронт    | 16-я воздушная армия | 3-й бомбардировочный авиационный корпус      | 301-я бомбардировочная авиационная дивизия | -                                |   |
| 01.01.1945 года | 1-й Белорусский фронт    | 16-я воздушная армия | 3-й бомбардировочный авиационный корпус      | 301-я бомбардировочная авиационная дивизия | -                                |   |
| 01.02.1945 года | 1-й Белорусский фронт    | 16-я воздушная армия | 3-й бомбардировочный авиационный корпус      | 301-я бомбардировочная авиационная дивизия | -                                |   |
| 01.03.1945 года | 1-й Белорусский фронт    | 16-я воздушная армия | 3-й бомбардировочный авиационный корпус      | 301-я бомбардировочная авиационная дивизия | -                                |   |
| 01.04.1945 года | 1-й Белорусский фронт    | 16-я воздушная армия | 3-й бомбардировочный авиационный корпус      | 301-я бомбардировочная авиационная дивизия | -                                |   |
| 01.05.1945 года | 1-й Белорусский фронт    | 16-я воздушная армия | 3-й бомбардировочный авиационный корпус      | 301-я бомбардировочная авиационная дивизия | -                                |   |

## Командиры
- полковник Леонов, Василий Степанович
- майор Скибо, Иван Михайлович
- подполковник Кривцов, Михаил Антонович, ? — 12.01.44, погиб
- подполковник А. С. Хлебников
- Герой Советского Союза Гв.подполковник Гаврилов

## Награды и наименования
| Награда                    | Дата       | За что получена |
| -------------------------- | ---------- | --- |
| Орден Красного Знамени     | 21.03.1940 | За образцовое выполнение боевых заданий командования на фронте борьбы с финской белогвардейщиной и проявленные при этом доблесть и мужество |
| «Клинский»                 | 04.05.1943 | В ходе войны многие авиачасти и соединения военных воздушных сил Красной Армии показали образцы мужества и геройства в борьбе против фашистских захватчиков. Некоторые из них уже получили звания Гвардейских частей и соединений, а иx личный состав с гордостью носит нагрудные знаки Гвардии Советского Союза. В целях дальнейшего закрепления памяти о героических подвигах наших славных Сталинских соколов и создании традиций для поступающего в эти части молодого поколения. |
| Орден Кутузова III степени | 28.05.1945 | За образцовое выполнение заданий командования в боях при прорыве обороны немцев и наступлении на Берлин и проявленные при этом доблесть и мужество |

## Отличившиеся воины полка
| Награда | Ф. И. О.                      | Должность                   | Звание           | Дата награждения                                                                                 | Данные о вылетах | Примечания                         |
| ------- | ----------------------------- | --------------------------- | ---------------- | ------------------------------------------------------------------------------------------------ | ---------------- | ---------------------------------- |
|         | Балмат, Василий Семёнович     | командир авиационного звена | лейтенант        | 16 боевых вылетов, 2 сбитых самолёта                                                             | 26.06.1991       | посмертно, погиб 02.12.1941        |
|         | Каськов, Константин Андреевич | командир авиационного звена | старшина         | 8 боевых вылетов                                                                                 | 07.04.1940       | посмертно, умер от ран 22.01.1940  |
| -       | Кривцов, Михаил Антонович     | командир полка              | подполковник     |                                                                                                  |                  | 12.01.1944 совершил огненный таран |
|         | Нечаев, Василий Григорьевич   | флагманский стрелок-радист  | младший командир | к моменту представления 9 боевых вылетов, сбил 4 самолёта (финскими источниками не подтверждено) | 07.04.1940       | погиб 05.11.1941                   |
| -       | Павлов, Николай Александрович | стрелок-радист              | старшина         |                                                                                                  |                  | 12.01.1944 погиб в огненном таране |
|         | Сомов, Иван Иванович          | штурман полка               | майор            |                                                                                                  |                  | 12.01.1944 погиб в огненном таране |

## Известные люди, связанные с полком
- Фёдоров, Алексей Григорьевич (1911—19??) —   советский военный деятель, лётчик, историк, мемуарист, полковник, доктор исторических наук.
- Никитин, Николай Константинович, в 1939—1940 годах начальник парашютно-десантной службы полка, впоследствии Заслуженный тренер СССР по парашютному спорту, Заслуженный мастер спорта СССР, обладатель трёх мировых рекордов, парашютист-инструктор Центра подготовки космонавтов, полковник